# Zdroje (Mazovie)
Pour les articles homonymes, voir Zdroje.
Zdroje (prononciation : [ˈzdrɔjɛ]) est un village polonais de la gmina de Stupsk dans le powiat de Mława de la voïvodie de Mazovie dans le centre-est de la Pologne.
Il se situe à environ 4 kilomètres à l'ouest de Stupsk (siège de la gmina), 10 kilomètres au sud de Mława (siège du powiat) et à 100 kilomètres au nord-ouest de Varsovie (capitale de la Pologne).

## Histoire
De 1975 à 1998, le village appartenait administrativement à la voïvodie de Ciechanów.